# Mannophryne herminae
Mannophryne herminae (лат.) — вид бесхвостых земноводных из семейства Aromobatidae.
Этот вид широко распространён, встречается на земле и вдоль ручьёв в Венесуэле в штатах Арагуа, Варгас, Карабобо, Миранда, Яракуй и Федеральном округе Венесуэлы на высоте от 30 до 1610 м над уровнем моря. Яйца откладываются на суше. Самец охраняет кладку, а затем переносит головастиков в воду.